# Polyrhachis ignota
Polyrhachis ignota är en myrart som beskrevs av Kohout 1987. Polyrhachis ignota ingår i släktet Polyrhachis och familjen myror. Inga underarter finns listade i Catalogue of Life.